# Серахс (Иран)
Серахс (перс. سرخس‎) — город на северо-востоке Ирана, в провинции Хорасан-Резави. Административный центр одноимённого шахрестана.

## История
Город имеет древнюю историю. Средневековый персидский поэт Фирдоуси в своей эпической поэме «Шахнаме» упоминает о том, что Серахс существовал уже в период правления легендарного туранского царя Афрасиаба. В 1220 году город был разграблен и разрушен монголами и лишь в середине XIX века, в период правления Насреддин-шаха, был восстановлен и перестроен.

## География
Город находится в северо-восточной части остана, в левобережной части долины реки Теджен, вблизи границы с Туркменистаном. Абсолютная высота — 281 метр над уровнем моря.
Серахс расположен на расстоянии приблизительно 132 километров к востоку-северо-востоку (ENE) от Мешхеда, административного центра провинции и на расстоянии 865 километров к востоку-северо-востоку от Тегерана, столицы страны.
На противоположном берегу реки — туркменский посёлок Серахс. Пограничный переход.

## Население
По данным переписи, на 2006 год население составляло 33 571 человек.
| 1986   | 1991   | 1996   | 2006   | 2012   |
| ------ | ------ | ------ | ------ | ------ |
| 16 559 | 22 271 | 28 547 | 33 571 | 37 175 |

## Транспорт
Через город проходит железная дорога, обеспечивающая трансграничное сообщение между Ираном и Туркменистаном. Пограничный переход между железными дорогами Туркменистана и Ирана открыт в 1996 году, включая перестановочный пункт. Предусматривается использование подвижного состава с изменяемой колеёй типа SUW2000.

Также, в 5 километрах юго-западнее Серахса расположен одноимённый аэропорт (ICAO: OIMC, IATA: CKT).

## Достопримечательности
- Мавзолей Логман Баба (XIV век)[6].

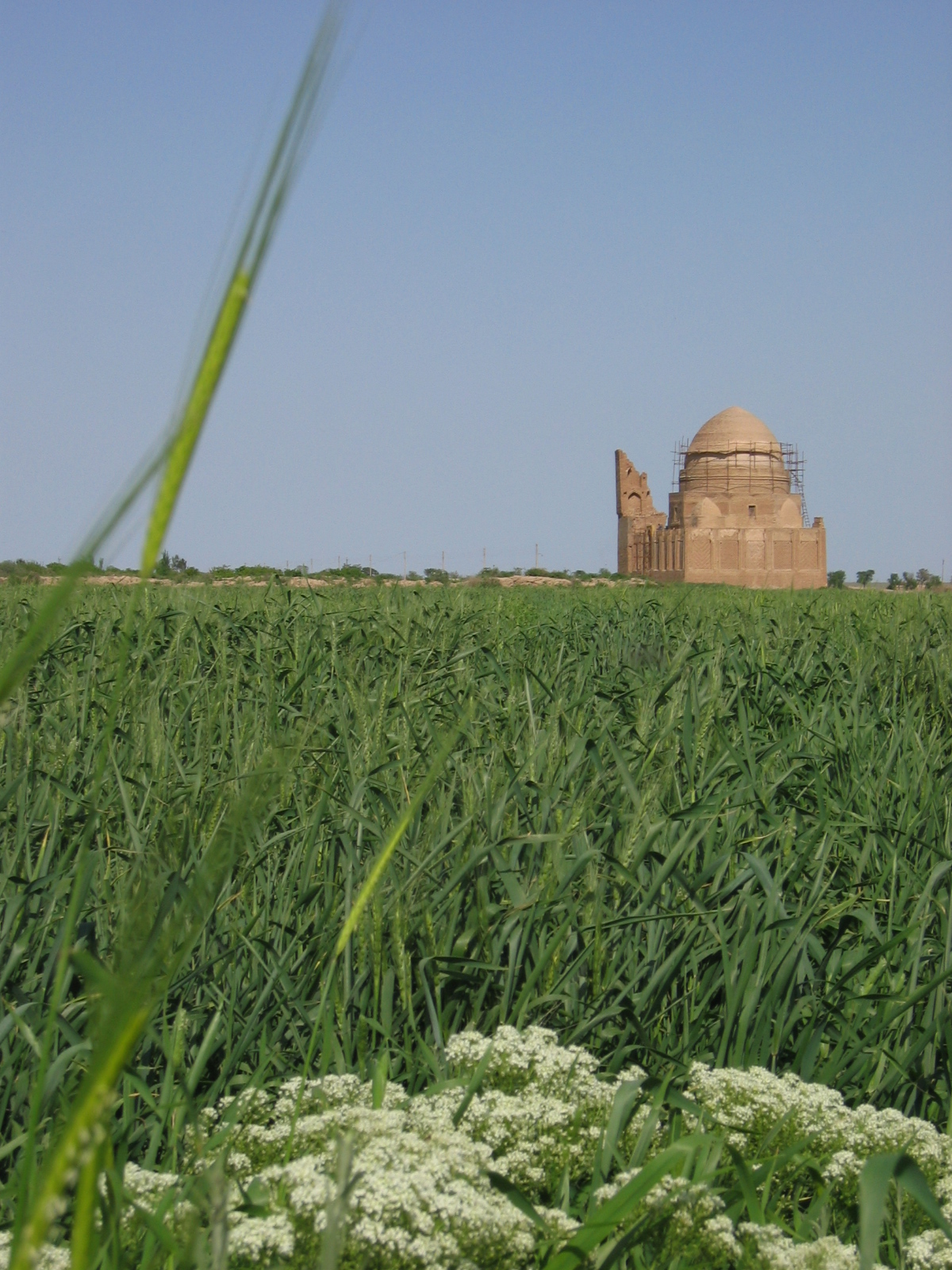
Мавзолей Логман Баба, Серахс, построенный в 1356 году и впоследствии частично восстановленный.

- Крепость Робат Шараф. Архитектурный памятник, расположенный между городами Серахс и Мешхед[7].